# Mount Pleasant (Utah)
Mount Pleasant é uma cidade localizada no estado norte-americano de Utah, no Condado de Sanpete.

## Demografia
Segundo o censo norte-americano de 2000, a sua população era de 2707 habitantes.
Em 2006, foi estimada uma população de 2698, um decréscimo de 9 (-0.3%).

## Geografia
De acordo com o United States Census Bureau tem uma área de
7,3 km², dos quais 7,3 km² cobertos por terra e 0,0 km² cobertos por água. Mount Pleasant localiza-se a aproximadamente 1806 m acima do nível do mar.

## Localidades na vizinhança
O diagrama seguinte representa as localidades num raio de 20 km ao redor de Mount Pleasant.